# The Resistance: Rise of The Runaways
Albums de Crown the Empire
The Fallout
(2012) Retrograde
(2016)
Singles
1. Iniation
Sortie : 19 juin 2014
2. Prisoners of War
Sortie : 8 septembre 2015

The Resistance: Rise of The Runaways est le second album du groupe américain de metalcore Crown the Empire, sorti le 22 juillet 2014 aux États-Unis sous le label Rise Records.

## Liste des titres
Toute la musique est composée par Crown the Empire, Brendan Barone et Bennett Vogelman.
| No  | Titre                        | Durée |
| --- | ---------------------------- | ----- |
| 1.  | A Call to Arms (Act I)       | 3:01  |
| 2.  | Initiation                   | 4:40  |
| 3.  | Millennia                    | 3:44  |
| 4.  | Machines                     | 4:29  |
| 5.  | The Wolves of Paris (Act II) | 1:42  |
| 6.  | MNSTR                        | 3:29  |
| 7.  | Second Thoughts              | 3:42  |
| 8.  | Maniacal Me                  | 3:33  |
| 9.  | Satellites (Act III)         | 2:07  |
| 10. | Rise of the Runaways         | 3:35  |
| 11. | Bloodline                    | 4:20  |
| 12. | The Phoenix Reborn           | 5:45  |
| 13. | Johnny's Rebellion           | 6:45  |

| 14. | Prisoners of War       | 3:55 |
| 15. | Cross Our Bones        | 3:25 |
| 16. | Machines (ré-inventé)  | 4:02 |
| 17. | Millennia (acoustique) | 4:03 |